# 阿吉尔迪
阿吉尔迪是葡萄牙布拉加区的一个堂区。总面积9.87平方公里，总人口1294人，人口密度131.1人/平方公里。